# Fetser János
Fetser János (Budapest, 1953. november 24.) MSZP-s politikus, Orosháza polgármestere 1994–2006 között, országgyűlési képviselő 2002–2010 között. Jelenleg Orosházán önkormányzati képviselő és az MSZP frakcióvezetője és Orosházi elnöke. Az Orosházi mérsékelt baloldali ellenzék egyik vezető alakja.

## Korai évek
Általános iskolai tanulmányait Csorváson végezte. Budapesten szerzett villanyszerelő szakképzettséget, majd Orosházán a Táncsics Mihály Gimnáziumban érettségit, ezután szilikátipari technikusi oklevele lett. 1972-től az orosházi üveggyárban dolgozott és haladt feljebb a ranglétrán, gépész, főgépész, majd főtechnológus volt. 1994-ig dolgozott az üveggyárban. 2003-ban elvégezte a Szegedi Tudományegyetem Juhász Gyula Tanárképző Főiskolai Kar pedagógia-nevelőtanári szakát.

## Politikusként
Fetser az MSZP alapító tagja, 1993 és 1995 között, majd 2004-től az MSZP orosházi elnöke. 1996-1998 között az MSZP békés megyei elnöke. 1994-ben Orosháza polgármesterévé választották, mely tisztséget 2006-ig látott el. 1998-2002 között a Békés Megyei Közgyűlés tagja volt. 2002-ben MSZP színekben országgyűlési képviselő lett, Békés megyei listáról jutott be, és a Környezetvédelmi Bizottság tagjává és a párt Békés Megyei Képviselőcsoportjának elnökévé választották. 2006-tól a Békés megyei 6. számú választókerületben (Orosháza központú választókerület) egyéni országgyűlési képviselő volt, amely tisztséget 2010-ig töltötte be. 2010-től az MSZP Választmányának tagja és az orosházi képviselő-testület képviselője és MSZP-s frakcióvezetője.

## Magánélete
Nős, felesége virágkötő vállalkozó. Két gyermekük és négy unokájuk született.